# Tadeusz Koniarz
Tadeusz Koniarz (ur. 1959) – polski fotograf, fotoreporter, pedagog. Członek Klubu Fotografii Prasowej Stowarzyszenia Dziennikarzy Polskich w Warszawie. Fotograf Agencji Fotograficznej Reporter. Członek założyciel Międzynarodowej Grupy Twórczej Euroregionu Karpackiego.

## Życiorys
Tadeusz Koniarz związany z tarnowskim środowiskiem fotograficznym, mieszka i pracuje w Tarnowie (wykładowca fotografii i filmu w tarnowskim Pałacu Młodzieży) – zawodowo fotografuje od 1986. Miejsce szczególne w jego twórczości zajmuje fotografia architektury, fotografia krajobrazowa, fotografia portretowa, fotografia reklamowa oraz fotografia reportażowa. Jako fotoreporter współpracował (m.in.) z Galicyjskim Tygodnikiem Informacyjnym TEMI, Czasem Krakowskim, Gazetą Krakowską, Tygodnikiem Poznaniak oraz Polską Agencją Prasową.
Tadeusz Koniarz jest autorem oraz współautorem wielu wystaw fotograficznych: indywidualnych i zbiorowych – w Polsce i za granicą; uczestniczył w wielu wystawach pokonkursowych – otrzymując wiele akceptacji, nagród, wyróżnień, dyplomów, listów gratulacyjnych. Za twórczość fotograficzną i pracę na rzecz fotografii oraz filmu został uhonorowany przez Tarnowską Fundację Kultury – statuetką Uskrzydlony oraz Nagrodą Prezydenta Miasta Tarnowa. Jest laureatem Nagrody Kulturalnej TEMI im. Bogusława Wojtowicza. W 2018 uhonorowany Nagrodą im. Erazma Ciołka – przez Stowarzyszenie Dziennikarzy Polskich. 

## Odznaczenia
- Srebrna Odznaka Federacji Niezależnych Twórców Filmowych
- Odznaka „Zasłużony Działacz Kultury”
- Brązowy Krzyż Zasługi
- Medal Komisji Edukacji Narodowej

Źródło.